# 古い同盟
古い同盟（ふるいどうめい、スコットランド語: Auld Alliance, フランス語: Vieille Alliance）は、スコットランド王国とフランス王国の間の同盟。スコットランド語の"auld"は「古い」ことを意味するが、スコットランド王ジェームズ6世がジェームズ1世としてイングランド王に即位する以前には同盟への好意的な言及として使われた。仏蘇同盟（ふつそどうめい、スコットランド語: Franco-Scottish Alliance）とも。
同盟は1295年に締結されてから1560年のエディンバラ条約まで続き、スコットランド、フランス、そしてイングランド王国の関係において重要な役割を演じた。1295年から1560年までのフランス王とスコットランド王はルイ11世を除いて全て同盟の更新に同意した。14世紀末には同盟の更新はイングランドと戦争中であるかどうかにかかわらずなされるようになった。
同盟は1295年にジョン・ベイリャルとフランス王フィリップ4世が反エドワード1世対策として条約を締結したときにはじまった。条約により、両国のうち片方がイングランドに攻撃される場合、もう片方はイングランド領を侵攻することが定められた。これは例えば1513年のフロドゥンの戦いで現実となった。同盟はスコットランド独立戦争、百年戦争、カンブレー同盟戦争、乱暴な求愛などフランス、スコットランドとイングランドの戦争に重大な影響を与えた。

## 歴史
1168年にフランスを訪れたスコットランド王ウィリアム1世はフランス王ルイ7世と対イングランド同盟を結んだ。この同盟は口約束だったが、後に両国が正式な同盟を結ぶ元になった。
1290年、スコットランド女王で7歳のマーガレットの死が引き起こしたスコットランドの王家断絶は貪欲なイングランド王エドワード1世にとってスコットランドへの介入の好機だった。1295年までにエドワード1世がスコットランドの征服を企んでいたことが明らかになり、スコットランドの暫定政府である十二人会（Council of Twelve）は手当たり次第に同盟国を探した。フランス王フィリップ4世が1293年にイングランドのガスコーニュ領有を無効としたため英仏間はすぐにでも戦争が勃発しそうであり、フランス・スコットランド間の同盟は明らかな選択だった。1295年10月、スコットランドの使節とフィリップ4世はパリ条約の締結に同意した。両国の正式な同盟は1295年の条約が最初だが、1168年の口約束にまで遡って『古い同盟』と呼んだ。
これ以降におこった同盟の更新と同じく、条約はスコットランドよりフランスのほうに有利だった。というのも、フランスはガスコーニュにおけるイングランドとの紛争を続けるだけでよく、一方のスコットランドは自腹でイングランドとの戦争を始めなければならなかった。しかし、ヨーロッパの辺境にあり、貧しかったスコットランドにとってヨーロッパの大国との同盟という象徴的な意味が大きく、たとえ象徴の意味が実質より大きかったとしてもスコットランドにとって同盟の利益は大きかった。
しかし条約は短期間にはスコットランドをエドワード1世から守ることができず、結局エドワード1世は1296年に旋風の勢いでスコットランドに侵攻、スコットランド独立の芽を摘んだ。さらに、1299年にはイングランドとフランスの間の紛争が終結し、「永久平和と友好」の条約が結ばれたことでエドワード1世は全軍をスコットランドへの攻撃に使うことができた。結局、スコットランドが生き残ったことはフランスとの古い同盟のおかげではなく、ロバート・ブルースの軍事的識見とエドワード2世の失策によるものだった。
1326年、ロバート・ブルースはコルベイユ条約で同盟を更新した。当時両国ともイングランドとの紛争を抱えておらず、同盟の更新は予防的なものだった。しかし、1330年以降にエドワード3世がスコットランド征服を完成しようとし、フランスでの権力も再建しようとしたため、フランス・スコットランド同盟がはじめて緊急性を帯びてきた。
1346年、フランス軍はクレシーの戦いでエドワード3世に大敗を喫した。その2か月後、スコットランド王デイヴィッド2世がイングランド北部への侵攻中にネヴィルズ・クロスの戦いで敗れて捕らえられ、侵攻が失敗に終わった。デイヴィッド2世が国を11年間も空けたことはスコットランド国内での権力闘争が激化することにつながった。結局デイヴィッド2世は負けを認め、エドワード3世との間で和約に署名し、1357年に釈放されたが、彼はスコットランドへ戻った後、イングランドのスコットランドにおける利益を増やすことに残りの治世のほとんどを使い果たした。
1371年、スコットランドはグラスゴー司教とギャロウェイ卿を使節としてフランスに派遣、ヴァンセンヌ＝エディンバラ条約で再び同盟を更新した。条約は6月30日にシャルル5世によりヴァンセンヌ城で署名され、続いて10月28日にロバート2世によりエディンバラ城で署名された。親仏派のロバート2世が王位を継承したことは即座に同盟の更新に繋がったが、同盟のスコットランドへの利益は半々だった。1385年にはフランス・スコットランド連合軍によるイングランド侵攻が計画され、フランス軍の小部隊をスコットランドに派遣することもはじめて計画されたが、フランスの侵攻は現実にならず、計画倒れに終わった。両国の関係は悪化し、フランスの年代記作家ジャン・フロワサールは「フランス王がイングランドとの2、3年間の和約を締結し、続いてスコットランドまで行進してそれを潰すことを願った」という。
しかし、両国が接近したのは必要性があってのことであり、同盟が15世紀でも継続したのはイングランドのランカスター朝国王による侵略があってこそだった。1418年、フランスがヘンリー5世に降伏する寸前になったことで、ドーファンのシャルルがスコットランドに助けを求めた。1419年から1424年まで、スコットランド軍1万5千がフランスへ派遣された。
フランス軍とスコットランド軍は共闘して1421年のボージェの戦いでイングランド軍に勝利した。百年戦争の転機の1つだったこともあり、この戦闘は重要だった。フランスとスコットランドの勝利は長く続かず、1424年のヴェルヌイユの戦いでは逆に大敗を喫したが、スコットランド軍の参戦でフランスは休息の時間を得、イングランドの完勝からフランスは救われた。
さらに、1429年にはスコットランド軍がジャンヌ・ダルクに加勢して有名なオルレアン包囲戦を戦った。スコットランド人兵士はギャルド・エコッセとしてフランス王の近衛兵を務めた。スコットランドからフランスへ派遣された遠征軍のうち、フランスに残ることを選ぶ者も多く、士官の一部は土地や称号を授与され、15世紀や16世紀にはフランス人と同化していった。
15世紀の残りを通して、同盟は正式には4回更新された。百年戦争がフランスの勝利に終わり、イングランドが薔薇戦争という内戦の渦中に巻き込まれたことで、同盟の必要性はほとんどなくなった。古い同盟は参戦の道を選び、ランカスター家を支持する見返りとしてジャージー島やベリック＝アポン＝ツイードを奪取した。ヨーク家が勝利したことでこれらの領地は奪い返されたが、同盟はランカスター家への支持を続けてヨーク家に対する反乱を起こさせ、1485年のボズワースの戦いでランカスター家最後の男子ヘンリー7世を支持するほとだった。16世紀の始まり、ヘンリー7世が娘のマーガレット・テューダーをスコットランド王ジェームズ4世に、メアリー・テューダーをフランス王ルイ12世にそれぞれ嫁がせて平和を示したことで、フランス・スコットランド同盟は完全に終わったように見えた。
同盟は1512年に検討されたとき、劇的な復活を遂げた（1517年と1548年にも再び更新された）。両国ともすぐに身を引いたが、それでもスコットランドは1513年のフロドゥンの戦いで大損害を受け、ジェームズ4世や大勢の貴族が戦死した。イングランド・フランス間とイングランド・スコットランド間で紛争は続いたが、同盟の必要性はだんだんと薄れていった。またプロテスタント主義がスコットランドで受け入れられると、フランスよりイングランドとの関係を重視する意見が多くなった。
1558年、スコットランド女王メアリーがフランスのドーファンのフランソワ（後のフランス王フランソワ2世）と結婚したことで同盟は最後の復活を遂げたが、1560年にはフランソワ2世が死去した。メアリー女王が1568年にイングランドへ追放されたことで、新王ジェームズ6世はスコットランド王である同時にイングランドの王位継承者となった。彼がイングランドに接近しようとしたことで同盟は無用の長物となった。同盟が250年以上続いた後の1560年代、エディンバラ条約によりスコットランドとフランスの同盟が正式に終わった。スコットランド宗教改革により、スコットランドではプロテスタントを採用することが定められ、同じくプロテスタントを採用したイングランドとの同盟を選んだ。宗教改革の最中、プロテスタントの会衆指導層は古い同盟を拒絶し、ベリック条約でイングランドの軍事支援を確保、フランス出身の摂政メアリ・オブ・ギーズに対抗した。1562年にはスコットランド兵士200人がノルマンディーに派遣され、ユグノー戦争の最中にあるフランスのプロテスタント（ユグノー）の反乱を支援した。しかし、ギャルド・エコッセは継続され、1830年にフランス王シャルル10世が退位するまで続いた。

## 影響
主に軍事と外交上の協議であったが、同盟はスコットランド人の生活にも影響した。これは建築、スコットランド語、法律、料理などを含むが、スコットランド人がフランス軍に従軍したことによる。法律についてはスコットランド人が度々フランスの大学へ留学したことも影響しており、この慣習はナポレオン戦争時代まで続いた。ほかの知識に関するフランスからの影響も18世紀まで続いた。建築上の影響では一例としてフランス風のスコットランド城塞であるボスウェル城とキルドラミー城がある。
同盟の最高潮にあたる時期にはフランス語がスコットランドで広く話され、今のスコットランド語でもフランス語の影響が見られる。
文化における影響にもかかわらず、スコットランドの歴史家ジョン・ベネット・ブラックは同盟について、「スコットランドのその『古い』盟友に対する感情は文化による正面的なものではなく、イングランドに対する憎悪に基づいて人工的に作り出されたものであり、敵の敵は友という哲学の理論による利益を目的としただけであった。」と述べた。

## その後

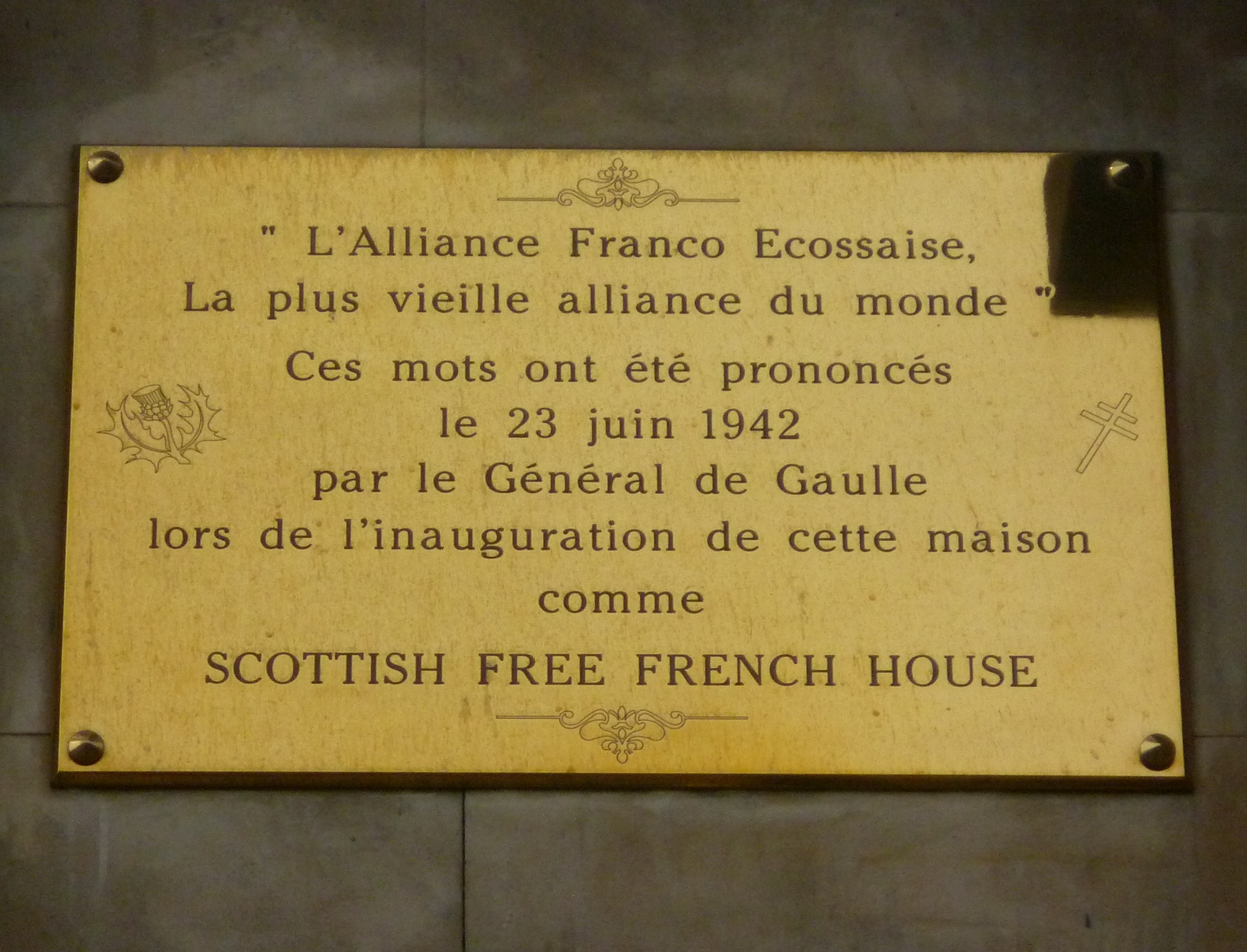
碑文はフランス語で「世界最古の同盟」と書かれている。

シャルル・ド・ゴールは1942年6月にエディンバラで行った演説において、スコットランドとフランスの間の同盟を「世界最古の同盟」と形容した。また下記のことも宣言した。
「5世紀もの間、フランスの運命がかかっている全ての戦闘において、スコットランド人はいつもフランス人と一緒に戦ってきた。フランス人が感じたのは、あなた以外に友情に対しそれほどの気前の良さを示す人はいなかったことです。」
1995年、同盟開始から700年を記念して両国で祝典が行われた。
2011年、イギリスの歴史家シオバーン・タルボット博士（Siobhan Talbott）は「古い同盟が取り消されたことはなかった」とする研究を発表した。